# Lullaby for the Working Class
Lullaby for the Working Class sono stati un gruppo indie rock di Lincoln, Nebraska, attivo nella seconda metà degli anni novanta.

## Storia dei Lullaby for the Working Class
Il nucleo originario del gruppo è formato dal chitarrista/cantante Ted Stevens e dal polistrumentista Mike Mogis, a cui successivamente si aggiunsero il bassista A.J., fratello di Mike, e il batterista Shane Aspegren. Il nome scelto per la band é un riferimento al lavoro di Ted Stevens (impiegato in un negozio di materassi), anche se per lungo tempo la band sostenne che fosse una citazione da un saggio politico di Lev Tolstoj.
Nel 1996 pubblicarono il loro primo album Blanket Warm per la Bar/None ottenendo un ottimo successo di critica.

## Discografia

### Album
- Blanket Warm (1996 · Bar/None Records)
- I Never Even Asked for Light (1997 · Bar/None Records)
- Song (1999 · Bar/None Records)

## Singoli
- Consolation (1996)
- In Honor of My Stumbling (1997)
- The Hypnotist (1997) (released on Rykodisc Europe)
- The Ebb & Flow, The Come & Go, The To & Fro (1998)